# Wessam Abou Ali
Wessam Abou Ali, född 4 januari 1999 i Ålborg, är en dansk-palestinsk fotbollsspelare som spelar för Al-Ahly.

## Karriär
I februari 2018 flyttades Abou Ali upp i AaB:s A-lag. Han skrev då på ett fyraårskontrakt med klubben. Abou Ali debuterade i Superligaen den 5 mars 2018 i en 1–1-match mot AC Horsens, där han blev inbytt i den 85:e minuten mot Jannik Pohl.
Den 23 augusti 2019 lånades Abou Ali ut till Vendsyssel FF på ett låneavtal över resten av året. I januari 2020 förlängdes låneavtal över resten av säsongen 2019/2020.
Den 8 september 2020 värvades Abou Ali av Silkeborg IF, där han skrev på ett 4,5-årskontrakt. Den 31 augusti 2021 värvades Abou Ali av Vendsyssel FF.
Den 13 juli 2023 värvades Abou Ali till allsvenska IK Sirius.
I januari 2024 blev Abou Ali klar för egyptiska Al-Ahly.